# PvPGN
PVPGN é Player Vs Player Gaming Network. Um emulador de servidor da battle.net distribuído sob a licença GNU. Ele emula as funções da battle.net original criada pela Blizzard, permitindo que todos possam rodar os seus próprios servidores. O PVPGN não pergunta pela cdkey original de nenhum jogo, evitando problemas com direitos autorais e pirataria (apesar dele permitir que jogadores sem o jogo original possam jogar).